# Medetera mixta
Medetera mixta är en tvåvingeart som beskrevs av Negrobov 1967. Medetera mixta ingår i släktet Medetera och familjen styltflugor. Inga underarter finns listade i Catalogue of Life.